# 愛我的間諜
《愛我的間諜》，為韓國MBC於2020年10月21日起播出的水木連續劇，由《我的女兒，琴四月》、《The Banker》的李在珍導演與電影《密探》、《毒梟》、《南山的部長們》的李智敏編劇合作打造。此劇講述女主角在已經離婚的前夫、再婚的現任丈夫之間，尋找真正「自我」的過程，是部神秘的浪漫喜劇。
台灣由愛奇藝海外站獨家於2020年10月21日起每周三、四同步播出。

## 劇情簡介
姜雅凜(劉寅娜飾)一直認為結婚是普通人和善良的人犯的最嚴重的錯誤，但她知道結婚是世界上最困難的事，而且也對婚紗有着特別的愛好，是Wedding Group的首席設計師。

## 演員陣容

### 主要人物
| 演員   | 角色              | 介紹 | 台灣配音 |
| 文晸赫 | 全智勳            | 30代男性，雅凜的前夫，偽裝成旅行作家的國際刑警組織秘密要員 偽裝成旅行作家的謀生型諜報員，為了責任感而拼命的男人，是與生俱來擁有修長體型和優越體格的美男，憑藉天生的敏捷與後天學習的技巧，成為擁有頂尖0.1%水準本能反應能力的青少年國家射擊隊一員，後來成為國際刑警組織秘密要員。 兼備精通四國語言，溫和的微笑以及淡然的人格魅力，是全世界通吃的一個男人，具有很強的責任感以及無法接受失敗的好勝心，同時有著必須要懲惡除奸的堅定信念，對他來說，諜報員就是最了不起的職業。 在途中遇到美麗幹練、充滿自信的雅凜，交往6個月後結婚，堅信自己可以同時守住事業與愛情，然而，頻繁的海外出差與不穩定的生活為平穩的婚姻生活帶來危機，由於無法將自己的情況如實告知雅凜，兩人漸漸產生隔閡，在與雅凜分手後專注於國際刑警組織活動，時隔5年後，在與情報員見面的地方與雅凜重逢。 | 宋克軍   |
| 劉寅娜 | 姜雅凜            | 30代女性，和兩名間諜結婚的女人 美麗的禮服首席設計師，如名一般堅強美麗，總是充滿鬥志又帶著明朗笑容，遇到問題時總是能自信滿滿的勇往直前，以1％上位圈顧客為對象的奢華婚紗店的代表，雖然行動和表情都充滿優雅和從容，但也有著充滿淚水的過去。 認為做婚紗是她的天職，作為百年傳統“山茶綢緞”的女兒，看著為了別人的幸福而熬夜做針線活的媽媽，她比其他人更早地意識到這件事的崇高，因此早早地實現自己的夢想，擁有自己的品牌和賣場，出差途中與旅行作家智勳相遇，交往6個月後閃婚，但婚姻生活僅維持6個月就畫上了句號。 之後，在派對上遇見德瑞克·玄，同時時隔5年之後與前夫智勳重逢，在追尋消失的至親行踪過程中，前夫和現任丈夫，兩個男人驚人的真實身份被發現。 | 詹雅菁   |
| 林周煥 | 德瑞克·玄(玄大賢) | 30代男性，雅凜的現丈夫，偽裝成外交公務員的產業間諜 赫爾姆斯（產業間諜代理公司）亞洲支部代表，喜歡收藏和復原古典汽車，並具有上流文化的奢華菁英男，清晰的頭腦，紳士的微笑和禮儀是魅力，但微笑背後隱藏着堅韌的勝負欲和殘忍。 越是神祕的間諜活動，對他來說越覺得是天職，從控制雙重生活的間諜的認同感中，感受到真正的自我，夢想著最高職位，完美地安排間諜生活的他，在社交聚會上偶然遇到的雅凜一見鍾情，成為人生的轉折點。 為了生意，不惜做出殘忍的行動，但是對於雅凜來說絕對是浪漫主義者，無法公開真實身份，但對雅澟是絕對真心。 | 李世揚   |

### 智勳周邊人物
| 演員   | 角色   | 介紹 | 台灣配音 |
| 金太祐 | 潘振民 | 50代男性，國際刑警組織商業機密局亞洲總局長 警察廳外事局的資深官員，由於長期的經驗，情況和捕捉人的能力像動物一般非常突出，在輕浮的玩笑語氣中，有一種穿透核心的力量，雖然每天唸智勳，但比任何人都準確的掌握愛護智勳。                                                                                       | 梁興昌   |
| 鄭石勇 | 姜泰龍 | 40代男性，偽裝成出版社代表的國際刑警組織第二亞洲分局部長 他既是智勳的導師，也像父親一樣的存在，瞭解智勳的性格和能力，並帶領國際刑警隊的罪魁禍首，他偽裝成從電視上得到啓發，成立旅遊專門出版社的民衆詩人，但卻是個忠於公務員思想、作戰和任務的現實主義者。組織裡的內鬼。                                   | 吳文民   |
| 車珠英 | 黃瑞拉 | 30代女性，偽裝成設計師的國際刑警組織產業機密局第二亞洲分局首席特務 IQ157的天才，全美國際象棋冠軍，所有的作戰和日常都像遊戲一樣享受著解決，特別享受危險的情況，對危險的男人很有魅力，但心裡暗戀著智勳。 | 張乃文   |
| 裴仁爀 | 金永玖 | 20代男性，偽裝成出版社營業部長的國際刑警組織產業機密局第二亞洲分局祕密要員 產業機密局第2亞洲分局的老幺，格列佛出版社的營業部長，名字叫傻瓜，長相是天才，甚至頭腦也是天才，是kaist出身的暖男，母胎單身，以書學習戀愛，平靜而理性的樣子刺激女心的風格，雖然本人也很有魅力，但在單戀對象瑞拉面前卻毫無怨言。 | 喬資淯   |

### 雅澟周邊人物
| 演員   | 角色   | 介紹 | 台灣配音 |
| 素珍   | 裴杜萊 | 30代女性，雅凜的商業夥伴和最好的朋友 美麗的禮服共同代表，本人是非婚主義者。作爲有家之女出生，雖然沒受過大的苦，但是長大成人後卻毀掉創業，與雅凜一起體驗鹹味人生。如果雅凜不掌握現實，就會用刺骨的忠告重新抓住精神脈絡。 | 魏晶琦   |
| 金清   | 韓福心 | 60代女性，雅凜母，山茶綢緞女主人 一生都在照顧闖禍的丈夫，把雅凜培養得非常好。雖然自己過着不幸的婚姻生活，但是爲了祈願其他人的幸福，熬夜做針線活的歲月是充實而幸福的。真不知兩位女婿的真實身份，只希望雅凜幸福，真是母性至極。 | 魏晶琦   |
| 尹邵熙 | 安索菲 | 30多歲女性，天才科學家，ECO SUN Project韓國負責人 雅凜的同學，也是20年的知己。雖然一起就讀於江南大峙洞名牌高中，但與平凡的雅凜不同，是上位級別的優秀獎學金獲得者。揹負着成績好的女兒的父母，在大峙洞經營私教育學院大撈一筆，成爲房地產富翁。高中畢業後，她爲了學習核物理而前往香港留學，並在美國擔任博士課程研究員。此時，因盲目投資房地產而被詐騙的父母失去全部財產。一夜之間，爲了流浪在街上的家人，她脫去研究員的外衣，寫完書來到韓國進行演講等，只要是有錢的事情，她都會無條件去做。 | 魏晶琦   |

### 德瑞克·玄周邊人物
| 演員   | 角色   | 介紹 | 台灣配音 |
| 全承彬 | Peter  | 30代男性，赫爾姆斯亞洲支部產業間諜 雖然在香港擔任國際律師，但負責赫爾姆斯間諜的發掘及教育工作。危險的事情都是自己做，而德瑞克·玄卻總是像007一樣耍帥，對此非常不滿。喜歡安索菲 | 吳文民   |
| 李鍾元 | Tinker | 20代後半男性，赫爾姆斯老幺，M經典車代表 古典車復原專家英俊的御宅族。不亞於模特的外貌，默默地撫摸着汽車的樣子非常性感。作爲德瑞克·玄的心腹，只要看到德瑞克的眼神，就能知道他的意圖，他總是站在旁邊手腳並用。 既是處理赫爾姆斯祕密業務的空間，又是保管祕密金庫和武器的M經典車，負責處理赫爾姆斯的祕密業務。 | 喬資淯   |
| 金惠玉 | Hera申 | 60代女性，德瑞克·玄的母親 在德瑞克·玄小學時丈夫去世後，前往美國從事服裝批發業，並開始經營高爾夫球場，是僑胞社會成功的典範。唯一的兒子成功成爲外交官，還獲得了"了不起的母親獎"。 新穎的外貌和自然的生活態度讓任何人都互有好感並懷有尊敬之心。其實還有另一個身分。                                          |          |

### 其他人物
| 演員   | 角色   | 介紹 | 台灣配音 |
| 池賢俊 | 張斗峰 | 30代男性，Felix要員 在Felix發生重大事故被趕下臺後，他正在考慮是否在其他產業間諜公司就職，還是重新創業。對瑞拉一見鍾情。                                                        | 李世揚   |
| 張宰豪 | 金東澤 | 30代男性，DDK集團的長子。 DDK醫療代表 為了要把製藥生物領域培養成集團的未來，幾年來一直白花錢。以比自己聰明、狠而聞名的妹妹金東蘭，因政治婚姻想要變得強大，最後利用了赫爾姆斯。 | 梁興昌   |
| 李姝雨 | 金東蘭 | 20代女性，DDK集團的二女兒。 DDK紫色食品公司代表 有自信地說"今生是富二代，會盡情發揮自己的力量和能力，如果倒楣就滾蛋。" 爲了趕走無能的哥哥金東澤，不惜進行恐怖政治。            | 張乃文   |

## 原聲帶
- Part.1（發行日期：2020年10月29日）

| 曲序 | 曲目                     | 演唱             |
| ---- | ------------------------ | ---------------- |
| 1.   | 要接吻嗎？ (키스해볼까?) | 鄭容和（CNBLUE） |
| 2.   | 要接吻嗎？（Inst.）      |                  |

- Part.2（發行日期：2020年11月5日）

| 曲序 | 曲目                     | 演唱   |
| ---- | ------------------------ | ------ |
| 1.   | 只有你不知道 (너만 몰라) | 李珉赫 |
| 2.   | 只有你不知道（Inst.）    |        |

- Part.3（發行日期：2020年11月7日）

| 曲序 | 曲目                | 演唱               |
| ---- | ------------------- | ------------------ |
| 1.   | Run To You          | 柳會勝（N.Flying） |
| 2.   | Run To You（Inst.） |                    |

## 收視率
| 集數       | 集數       | 播出日期   | AGB收視率        |
| 集數       | 集數       | 播出日期   | 大韓民國（全國） |
| ---------- | ---------- | ---------- | ---------------- |
| 1          | 1部        | 2020/10/21 | 3.7%             |
| 1          | 2部        | 2020/10/21 | 4.3%             |
| 2          | 1部        | 2020/10/22 | 3.0%             |
| 2          | 2部        | 2020/10/22 | 3.2%             |
| 3          | 1部        | 2020/10/28 | 1.8%             |
| 3          | 2部        | 2020/10/28 | 2.4%             |
| 4          | 1部        | 2020/10/29 | 2.8%             |
| 4          | 2部        | 2020/10/29 | 2.6%             |
| 5          | 1部        | 2020/11/05 | 2.8%             |
| 5          | 2部        | 2020/11/05 | 3.2%             |
| 6          | 1部        | 2020/11/11 | 2.2%             |
| 6          | 2部        | 2020/11/11 | 2.4%             |
| 7          | 1部        | 2020/11/12 | 2.7%             |
| 7          | 2部        | 2020/11/12 | 3.1%             |
| 8          | 1部        | 2020/11/19 | 3.0%             |
| 8          | 2部        | 2020/11/19 | 2.8%             |
| 9          | 1部        | 2020/11/25 | 1.6%             |
| 9          | 2部        | 2020/11/25 | 1.5%             |
| 10         | 1部        | 2020/11/26 | 2.1%             |
| 10         | 2部        | 2020/11/26 | 2.5%             |
| 11         | 1部        | 2020/12/02 | 2.1%             |
| 11         | 2部        | 2020/12/02 | 2.2%             |
| 12         | 1部        | 2020/12/03 | 2.2%             |
| 12         | 2部        | 2020/12/03 | 2.6%             |
| 13         | 1部        | 2020/12/09 | 1.8%             |
| 13         | 2部        | 2020/12/09 | 2.3%             |
| 14         | 1部        | 2020/12/10 | 2.9%             |
| 14         | 2部        | 2020/12/10 | 2.8%             |
| 15         | 1部        | 2020/12/16 | 1.8%             |
| 15         | 2部        | 2020/12/16 | 2.0%             |
| 16         | 1部        | 2020/12/17 | 2.5%             |
| 16         | 2部        | 2020/12/17 | 2.8%             |
| 平均收視率 | 平均收視率 | 平均收視率 | 2.55%            |

- 收視最低的集數以藍色表示，收視最高的集數以紅色表示，而空格則表示該集的收視沒有相關數據。

## 同時段競爭作品
- KBS 水木連續劇：《Do Do Sol Sol La La Sol》、《出軌的話就死定了》
- JTBC 水木迷你連續劇：《私生活》、《Run On》
- tvN 水木連續劇：《九尾狐傳》、《女神降臨》

## 提名及獲獎列表
| 年度   | 頒獎典禮    | 獎項                        | 入圍者 | 結果 |
| 2020年 | MBC演技大獎 | 水木劇部門 男子最優秀演技獎 | 文晸赫 | 提名 |
| 2020年 | MBC演技大獎 | 水木劇部門 女子最優秀演技獎 | 劉寅娜 | 提名 |
| 2020年 | MBC演技大獎 | 水木劇部門 男子優秀演技獎   | 林周煥 | 獲獎 |
| 2020年 | MBC演技大獎 | 男子助演獎                  | 金太祐 | 提名 |
| 2020年 | MBC演技大獎 | 女子助演獎                  | 車珠英 | 提名 |
| 2020年 | MBC演技大獎 | 男子新人獎                  | 裴仁赫 | 提名 |
| 2020年 | MBC演技大獎 | 女子新人獎                  | 素珍   | 提名 |

## 外部連結
- 韓國MBC官方網站 （页面存档备份，存于）
- 韓國MBC官方網站 （页面存档备份，存于）（中文）
- 愛我的間諜-DAUM （页面存档备份，存于）

| MBC 水木劇                                         | MBC 水木劇                                    | MBC 水木劇 |
| -------------------------------------------------- | --------------------------------------------- | ---------- |
|                                                    | 愛我的間諜 （2020年10月21日－2020年12月17日） |            |
| 當我最漂亮的時候 （2020年8月19日－2020年10月15日） | Oh！珠仁君 （2021年3月24日－2021年5月13日）   |            |

| 臺灣 東森戲劇台 星期一至五 23:00 - 00:00   | 臺灣 東森戲劇台 星期一至五 23:00 - 00:00         | 臺灣 東森戲劇台 星期一至五 23:00 - 00:00         |
| ------------------------------------------ | ------------------------------------------------ | ------------------------------------------------ |
|                                            | 愛我的間諜 （2021年8月12日－2021年9月14日）      |                                                  |
| 嫉妒的化身 （2021年7月1日－2021年8月11日） | 藍色海洋的傳說 （2021年9月15日－2021年10月21日） |                                                  |
| 臺灣 東森綜合台 星期一至五 19:00 - 20:00   |                                                  |                                                  |
| 嫉妒的化身 （2021年7月5日－2021年8月12日） | 愛我的間諜 （2021年8月13日－2021年9月15日）      | 藍色海洋的傳說 （2021年9月16日－2021年10月22日） |

| 新加坡 新传媒U频道 星期一至五 22:00 - 23:00           | 新加坡 新传媒U频道 星期一至五 22:00 - 23:00                           | 新加坡 新传媒U频道 星期一至五 22:00 - 23:00 |
| ----------------------------------------------------- | --------------------------------------------------------------------- | ------------------------------------------- |
|                                                       | 爱我的间谍 （2023年12月14日—2024年1月16日） （华语及韩语，双声道） PG |                                             |
| 朝鮮浪漫喜劇–綠豆傳 （2023年11月10日—2023年12月13日） | 财阀家的小儿子 （2024年1月17日—2024年2月23日）                        |                                             |